# A Bolsa Amarela
A Bolsa Amarela é um livro infantojuvenil da escritora brasileira Lygia Bojunga. Foi criado originalmente em 1976 e conta a história de Raquel, uma menina de 10 anos que, nos tempos da ditatura militar, se vê impedida de realizar suas três vontades guardadas na bolsa amarela: crescer, ser menino e ser escritora.
Reprimida pela família, Raquel esconde suas vontades em uma bolsa amarela e a partir dela descobre amigos que a ajudam a encontrar um novo jeito de estar no mundo. Diante do contextos da época, trabalha temáticas importantes: o principal deles é o feminismo.
É a obra mais famosa da autora e rendeu prêmios internacionais como Prêmio Hans Christian Andersen (1982) e o Prêmio Astrid Lindgren Memorial Award (2004).